# Hbo-fraude
Hbo-fraude is een term voor een fraudezaak bij het Nederlandse hoger onderwijs.
In 2001 bracht klokkenluider Peter de Jong, voormalig directeur van de commerciële Delta Hogeschool (Saxion), de praktijken rondom dubieuze subsidie-constructies aan het licht. Nadat meer berichten naar buiten kwamen dat dergelijke praktijken ook bij andere hogescholen voorkwamen begon er in 2003 een parlementair onderzoek onder leiding van Gert Schutte met als taak de fraude onder hbo-instellingen te onderzoeken.
De commissie-Schutte kwam in 2005 tot de conclusie dat er op verschillende onderwijsinstellingen op ruwweg drie manieren was gefraudeerd:
1. Door subsidie te vragen en te ontvangen voor opleidingen die wettelijk niet als volwaardige opleiding aangemerkt waren.
2. Door buitenlandse dependances op te richten en zo geld te ontvangen voor daar ingeschreven studenten, terwijl het budget voor hoger onderwijs is bedoeld voor studenten die in Nederland studeren.
3. Door op verzoek van het bedrijfsleven particuliere opleidingen te ontwerpen en hiervoor overheidsgelden te ontvangen.

Na publicatie van het onderzoek moesten verschillende hbo-opleidingen zoals de Hogeschool van Amsterdam (25 miljoen euro), Avans hogeschool (21 miljoen euro), de Hogeschool Zeeland (12 miljoen euro) en de Hanzehogeschool (1,5 miljoen) het onder valse voorwendselen ontvangen geld terugbetalen. Het totale geldbedrag dat door middel van fraude is verkregen wordt geschat op 96 miljoen euro.
Maria van der Hoeven was volgens de commissie-Schutte als bestuurslid van de Technische Hogeschool Rijswijk op de hoogte van frauduleuze constructies voor 2,3 miljoen euro.